# فريديريك ماتشادو
فريديريك ماتشادو (11 نوفمبر 1975 في فرنسا - ) (بالفرنسية: Frédéric Machado)‏ هو لاعب كرة قدم فرنسي في مركز الهجوم. لعب مع نادي بوفيه ونادي ليل وGap HAFC ‏ ونادي بيزنسون ‏ وأسوا فالنس ‏ وS.C. Lourinhanense ‏.

## وصلات خارجية
- فريديريك ماتشادو على موقع قاعدة بيانات كرة القدم.إي يو (الإنجليزية)